# Metamoris
Metamoris es una promoción de jiu-jitsu brasileño fundada por Ralek Gracie en 2012, que organiza eventos en Los Ángeles, California.

## Reglas
Cada duelo consta de 20 minutos en el que sólo se puede ganar por sumisión (el uso del gi es voluntario). Si al finalizar el duelo no hay presentación, se declara empate (o victoria por decisión si se han dado puntos).

## Eventos

### Metamoris I
Celebrado el 14 de octubre de 2012.

### Metamoris II
Celebrado el 9 de junio de 2013.

### Metamoris III
Celebrado el 29 de marzo de 2014.

### Metamoris IV
Celebrado el 9 de agosto de 2014.
1. ↑  Por el Campeonato inaugural de Peso Pesado de Metamoris.

### Metamoris V
Celebrado el 22 de noviembre de 2014.

### Metamoris VI
Celebrado el 9 de mayo de 2015.
1. ↑  Por el Campeonato de Peso Pesado de Metamoris.

## Comentaristas
- Rener Gracie (M1-2)[8]
- Ed O'Neill (M1-2)[8]
- Kenny Florian (M3-presente)[9]
- Jeff Glover (M3-presente)[9]
- Kit Dale (M5-presente)[10]
- Bas Rutten (M6-presente)[11]